# 高射第2師団 (日本軍)
高射第2師団（こうしゃだいにしだん）は、大日本帝国陸軍の師団の一つ。名古屋高射砲隊を改編して創設された。

## 沿革
1945年5月、主として名古屋地区を主とする政治、軍事、軍需の中枢を防衛するため編成され、司令部は名古屋市昭和区鶴舞の名古屋市公会堂内に置かれた。新編の部隊は6月に編成を終え、主な工場地帯や交通の要地に配置された。
米軍の空襲が激しくなると、鉄道の防御強化が図られ、東海道線、関西線の主要河川鉄橋に高射砲、機関砲を配備した。また、6月から空襲が地方都市に実施されたことに伴い、高射砲中隊、機関砲中隊の一部を機動兵力とするための訓練を実施した。
終戦後、1945年9月20日に復員した。

## 師団概要

### 歴代師団長
- 入江莞爾 少将：1945年（昭和20年）5月5日 - 終戦[1]

### 司令部構成
- 参謀：内田久次中佐
- 参謀：串戸守雄中佐

### 所属部隊
- 高射砲第124連隊（愛知県上野）：山田正樹中佐
- 高射砲第125連隊（名古屋）：大中正光中佐
- 独立高射砲第5大隊：津田惣一少佐
- 独立高射砲第12大隊（清水）：三宅正雄中佐
- 独立高射砲第47大隊：大伴功少佐
- 野戦高射砲第97大隊
- 機関砲第12大隊：飯川寅男少佐
- 機関砲第106大隊：吉和清少佐
- 独立照空第11大隊：中田一男大尉